# Leyla Yunus
Leyla Islam qizi Yunusova, de soltera Valiyeva (en azerí: 'Leyla İslam qızı Yunusova'; 21 de diciembre de 1955, Bakú), más conocida como Leyla Yunus, es una científica y activista de derechos humanos azerbaiyaní que sirve como directora del Instituto de Paz y Democracia, una organización de derechos humanos. Ha sido particularmente conocida por su trabajo ayudando a ciudadanos afectados por los desalojos forzosos en Bakú, en cuyo nombre organizó varias pequeñas protestas. En julio de 2014, las autoridades de Azerbaiyán encarcelaron a Yunus bajo acusaciones de espionaje para Armenia, cargos ampliamente considerados como dudosos. Después de ser sentenciada a 8 años y medio, de prisión el 13 de agosto de 2015, Leyla fue liberada, por su deterioro de la salud, el 9 de diciembre de 2015, con un tribunal que convirtió su sentencia en una sentencia suspendida.

## Carrera pública
Es una historiadora por formación; y para su doctorado escribió la defensa de su disertación de tesis, sobre "Rivalidad inglés-rusa en el mar Caspio y Azerbaiyán en la primera parte del siglo XVIII".
En los últimos años de la Unión Soviética, Yunus estuvo activa en círculos pro reforma. En 1988, fundó el "Frente Popular de Azerbaiyán en apoyo de la Perestroika", junto con un pequeño grupo de intelectuales moderados. Al principio, este Frente Popular de Azerbaiyán fue modelado deliberadamente sobre el ejemplo del "Frente Popular de Estonia".
En enero de 1990, Yunus junto con Zardusht Alizadeh formaron el Partido Socialdemócrata, con el objetivo de establecer una voz política moderada. En abril de 1990, Yunus publicó un ensayo titulado "Las responsabilidades de un político", abogando por un curso medio democrático y rechazando tanto el nacionalismo extremo como las represiones violentas del régimen soviético.
Durante las hostilidades en el conflicto de Nagorno-Karabaj en 1992-1993, se desempeñó como Viceministra de Defensa y Jefa del Centro de Información Analítica del Ministerio de Defensa.
Posteriormente, Yunus ha trabajado, con activistas de la sociedad civil, tanto en Azerbaiyán como en Armenia para pedir la paz. Ella y su esposo Arif, un historiador, son conocidos por buscar activamente la reconciliación con Armenia. En 1998, participó en la Consulta Europea del Programa de Mujeres Constructoras de Paz (WPP) de la Confraternidad Internacional de Reconciliación, junto con un homólogo armenio, sobre la no violencia activa.
En 1995, se convirtió en directora del Instituto de Paz y Democracia.
En 2009, Yunus fue juzgada por difamación después de haber declarado que había una conducta policial incorrecta en un reciente juicio por secuestro, alegando que la policía había participado en el tráfico de dos jóvenes involucradas. El ministro del Interior, Ramil Usubov presentó una demanda contra ella, afirmando que ella había "causado peligro al poder de la policía". Y, exigió 100.000 manat en daños. Human Rights Watch protestó por el juicio, afirmando que "un juicio contra Yunus sentaría un terrible precedente para la libertad de expresión en Azerbaiyán", mientras que otros grupos internacionales describieron el caso como "un ejemplo más del gobierno azerbaiyano que reprime la libre expresión".
En 2011, después de una serie de apelaciones fallidas, a las autoridades, sobre el comportamiento de la policía durante los desalojos, Yunus declaró su intención de apelar los desalojos al Tribunal Europeo de Derechos Humanos. Las autoridades arrasaron con la oficina de Yunus, en Bakú, con solo unos minutos de advertencia el 11 de agosto de 2011, el mismo día en que apareció un artículo en el New York Times en el que criticaba los desalojos forzosos. Ella estaba en Noruega el día de la demolición. Los representantes de la Unión Europea "deploraron" la demolición, y llamaron a su organización "un socio regular de la comunidad internacional". El miembro del parlamento azerbaiyano Khadi Musa Redzhabli negó que la demolición se haya relacionado con el trabajo de derechos humanos de Yunus. Cincuenta y dos organizaciones de derechos humanos de catorce países, incluidos el Index on Censorship y la Fundación Rafto, envió una carta conjunta de preocupación a las autoridades azerbaiyanas condenando la demolición.
En 2014, junto con Rasul Jafarov, Leyla Yunus dirigió un grupo de trabajo, que trabajó en la compilación de una lista de presos políticos en Azerbaiyán. A principios de agosto de 2014, ambos fueron arrestados y sus nombres fueron los últimos en la lista, el resultado final de su trabajo, que ha sido publicado por la Comité Noruego de Helsinki.

## Enjuiciamiento y protesta internacional
El 28 de abril de 2014, Yunus y su esposo Arif fueron detenidos en el Aeropuerto Internacional Heydar Aliyev camino a Doha, Catar por presuntamente espiar para Armenia. Ella y su esposo Arif fueron encarcelados. Como es diabética, su situación en la cárcel ha sido descrita como precaria en medio de informes de que las autoridades azerbaiyanas se han negado a proporcionar asistencia médica a ella. Prohibida la comunicación directa con su esposo, ella escribió una carta abierta que ha sido traducida y publicada en varios sitios web, y en la que ha declarado que -"nunca [...] hubiéramos predicho que el siglo 21 traería tal represión, de la década de 1930"-.
Tanto la detención de Leyla, como la de Arif Yunus, así como de Rasul Jafarov, han sido consideradas en gran medida como un paso más en la represión estatal contra la sociedad civil en Azerbaiyán. Estas acciones de las autoridades han sido duramente condenadas por muchas organizaciones internacionales de derechos humanos prominentes, entre ellas Amnistía Internacional (que llama a los Yunus "presos de conciencia" y ha pedido a las autoridades que los liberen inmediatamente), Asamblea Parlamentaria del Consejo de Europa,
Misión de EE. UU. ante la OSCE, Observatorio para la Protección de los Defensores de los derechos humanos, Iniciativa Nobel de la Mujer, Reporteros Sin Fronteras, Human Rights Watch y otros.
Human Rights Watch pidió la suspensión de la membresía de Azerbaiyán, de la "Iniciativa para la Transparencia de las Industrias Extractivas" (EITI) debido a la "ofensiva del gobierno de Azerbaiyán contra los defensores de los derechos humanos y las organizaciones no gubernamentales".
El 13 de agosto de 2015, Leyla fue sentenciada a 8,5 años de prisión; y, su esposo, Arif, a 7 años por cargos que incluyen fraude y evasión de impuestos. La pareja enfrenta cargos de traición en un caso separado. Los gobiernos occidentales y los grupos de derechos humanos expresaron su preocupación por su enjuiciamiento. Human Rights Watch denunció su caso como un juicio en serie, y Amnistía Internacional describió a la pareja como presos de conciencia.
Leyla Yunus fue liberada por motivos de salud el 9 de diciembre de 2015, después de que su esposo Arif Yunus fuera liberado previamente, también por razones de salud, en noviembre de 2015. 
 Su sentencia se convirtió en una orden suspendida. Por lo tanto, no ha sido absuelta de los cargos.

## Galardones

### Nominaciones
En octubre de 2014, Leyla Yunus fue una de los tres finalistas para el Premio Sájarov. 
La nominación había sido apoyada por varios activistas prominentes, incluida la última generación de disidentes soviéticos y amigos de Andréi Sájarov. Al anunciar el premio Sájarov, el Parlamento Europeo también declaró que había "decidido enviar una delegación con representantes de todos los grupos políticos a Azerbaiyán para reunirse y apoyar a Leyla Yunus en su lucha por la democracia y la libertad en su país."
Leyla Yunus también ha sido nominada al Galardón Human Rights Tulip Archivado el 14 de agosto de 2019 en Wayback Machine..

### Premiaciones
En octubre de 2014, el Comité Noruego de Helsinki premió a Leyla Yunus - junto con Rasul Jafarov, Anar Mammadli y Intiqam Aliyev, con el Premio Andréi Sájarov a la Libertad.
Leyla recibió el Premio Polaco de Sérgio Vieira de Mello en octubre de 2014, por su logro personal en la lucha por los derechos humanos.